# Equipe britânica na Copa Billie Jean King
A equipe britânica na Copa Billie Jean King representa a Grã-Bretanha na Copa Billie Jean King, principal competição de tênis feminina por equipes do mundo. É administrada pela Lawn Tennis Association.

## História
A Grã-Bretanha competiu pela primeira vez em 1963. Seus melhores resultados foram os vice-campeonatos de 1967, 1971, 1972 e 1981.

## Última convocação
Para o qualificatório de 2023, em abril:
- Harriet Dart
- Katie Boulter
- Heather Watson
- Alicia Barnett
- Olivia Nicholls